# Amphicnaeia armata
Amphicnaeia armata är en skalbaggsart som beskrevs av Maria Helena M. Galileo och Martins 2001. Amphicnaeia armata ingår i släktet Amphicnaeia och familjen långhorningar. Inga underarter finns listade i Catalogue of Life.